# Парусное (Сахалинская область)
Па́русное — село в Томаринском городском округе Сахалинской области России, в 62 км от районного центра.
Находится на берегу Татарского пролива. Через село протекают реки Парусная и Белая.

## Часовой пояс
Парусное ранее находилось в часовом поясе, обозначаемом по международному стандарту как Vladivostok Time Zone (VLAT/VLAST). Смещение относительно Всемирного координированного времени UTC составляет +10:00. Смещение относительно Московского времени (MSK/MSD) составляет +7:00 и обозначался в России соответственно как MSK+7.
В настоящее время, с 2015 года, Парусное, как и весь остров Сахалин, находится в часовом поясе, обозначаемом по международному стандарту как Magadan Time Zone. Смещение относительно UTC составляет +11:00 Относительно Московского времени часовой пояс имеет постоянное смещение +8:00 часов и обозначается в России соответственно как MSK+8.

## Список улиц
Основными улицами села Парусное являются:
| - Лесная; | - Морская; | - Набережная; | - Речная; | - Центральная; |

## История
До 1945 года входило в состав японского губернаторства Карафуто и называлось Одасу (яп. 小田洲). После передачи Южного Сахалина СССР село 15 октября 1947 года получило современное название — по своему положению у подножия одноимённой горы.

## Население
| 1925 | 1935 | 2002 | 2010 | 2013 | 2021 |
| ---- | ---- | ---- | ---- | ---- | ---- |
| 742  | ↘640 | ↘230 | ↘166 | ↘156 | ↘103 |

По переписи 2002 года население — 230 человек (121 мужчина, 109 женщин). Преобладающая национальность — русские (91 %).